# 米爾頓 (加利福尼亞州)
米爾頓（英語：Milton）是位於美國加利福尼亞州卡拉韋拉斯縣的一個非建制地區。該地的面積和人口皆未知。

## 地理
米爾頓的座標為38°01′55″N 120°51′08″W / 38.03194°N 120.85222°W，而該地的平均海拔高度為120米（即394英尺）。